# Cheese crisp de l'Arizona
Le cheese crisp de l'Arizona, ou cheese crisp, est un mets originaire de l'Arizona, aux États-Unis. Il est composé d'une tortilla de blé, couverte par du fromage râpé et cuite au four jusqu'à ce que le fromage soit fondu. Les fromages communs utilisés sont le monterey jack, le cheddar, et le fromage de l'Oaxaca. Les cheese crisps sont souvent garnis d'oignon, de salsa, de crème aigre ou d'ail. On dit que le cheese crisp a été rendu célèbre par le café El Charro à Tucson, Arizona.
Il est commun aussi de faire les cheese crisps avec du beurre.[réf. nécessaire]